# 이랜드이츠
이랜드이츠(영어: Elandeats)는 대한민국의 외식 서비스 기업이다. 이랜드파크의 자회사로 애슐리와 피자몰, 자연별곡 등 16개 외식 브랜드를 운영 중이다.

## 역사
2004년 이랜드그룹은 2001아울렛과 이랜드월드, 이엘인터내셔날을 합병해 이랜드월드를 출범했다. 2011년 이랜드파크가 이랜드월드 외식사업부문을 분할합병했다. 2021년 7월 이랜드파크의 경영 효율성 강화 및 사업 경쟁력 강화 일환으로 물적분할해 지금에 이른다.

## 사업 부문
1994년 이랜드는 식품사업부를 신설하고 피자 뷔페 브랜드 피자몰, 2003년 자회사 이엘인터내셔날을 통해 패밀리 레스토랑 애슐리 등을 론칭했다.
| - 애슐리 - 자연별곡 - 피자몰 - 로운 | - 리미니 - 후원 - 테루 - 반궁 - 아시아문 - 다구오 - 스테이크어스 | - 루고 - 더카페 - 프랑제리 - 페르케노 - 애슐리투고 |

## 같이 보기
- CJ푸드빌
- LIG홈앤밀
- 롯데GRS
- 신세계푸드
- 한화푸드테크